# Autostrada A542 (Niemcy)
Autostrada A542 (niem. Bundesautobahn 542 (BAB 542) także Autobahn 542 (A542)) – autostrada w Niemczech przebiegająca  z południowego zachodu na północny wschód, łącząca autostradę A59 z autostradą A3 stanowiąc jednocześnie południowo-wschodnią obwodnicę Langenfeld (Rheinland) w Nadrenii Północnej-Westfalii.